# Tupolev Tu-204
Dimensions
Le Tupolev Tu-204 est un biréacteur civil moyen-courrier produit par la société russe Tupolev. Il a été conçu pour succéder au Tupolev Tu-154 et peut être comparé aux avions occidentaux de type Airbus A321 et Boeing 757.

## Historique

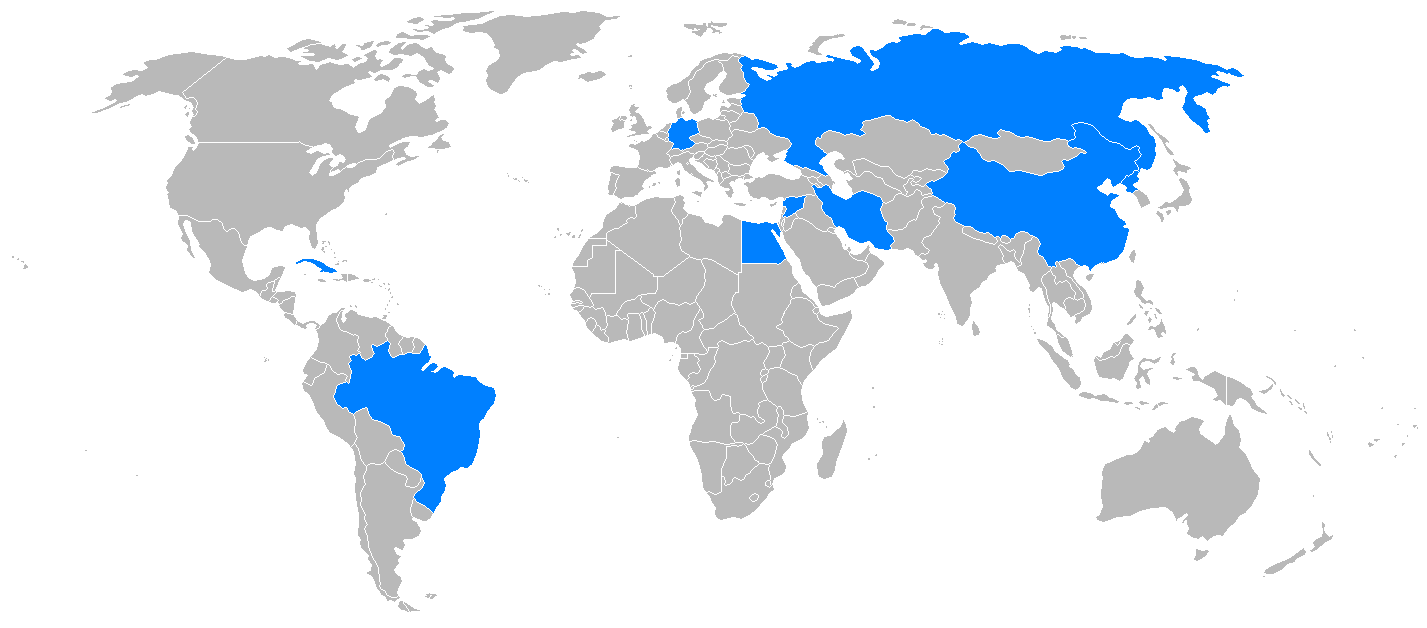
Les pays dont des compagnies aériennes utilisent le Tupolev 204.

Le développement d'un successeur au Tu-154, désigné Tu-204, était un avion moyen courrier offrant 196 places, pouvant franchir 6 500 km équipé de deux réacteurs à double flux. Il importe de noter que ce fut le premier appareil russe devant être motorisé avec des moteurs occidentaux, en plus de moteurs de fabrication russes. Le premier vol eut lieu le 2 janvier 1989 à Joukovski. La certification de la première version s'ensuivit en janvier 1995. Le programme souffre cependant du manque de compétitivité de l'appareil. Les raisons sont sa taille surdimensionnée pour le marché oriental et ses coûts d'exploitation directs trop élevés ce qui fait que les compagnies aériennes de la CEI lui préfèrent des modèles occidentaux, même plus anciens comme l'Airbus A320 ou le Boeing 737 dans leurs configurations classiques.  Il était prévu qu'il soit remplacé par un nouvel avion russe : MS-21 mais ce dernier a du retard et, fin 2023, n'est pas en service commercial.

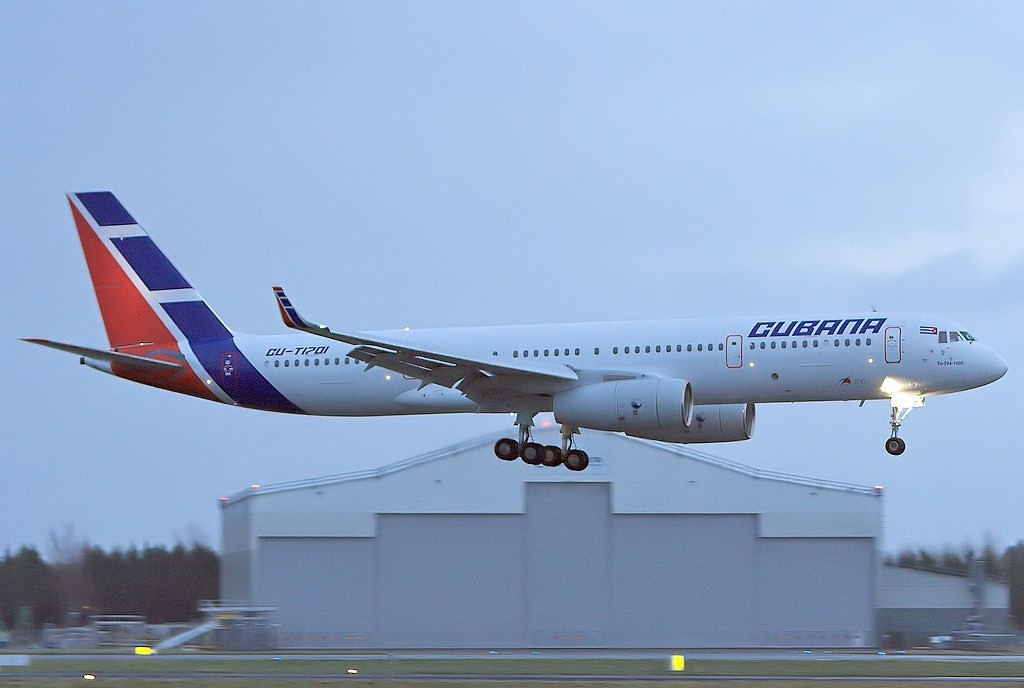
Tu-204 de Cubana

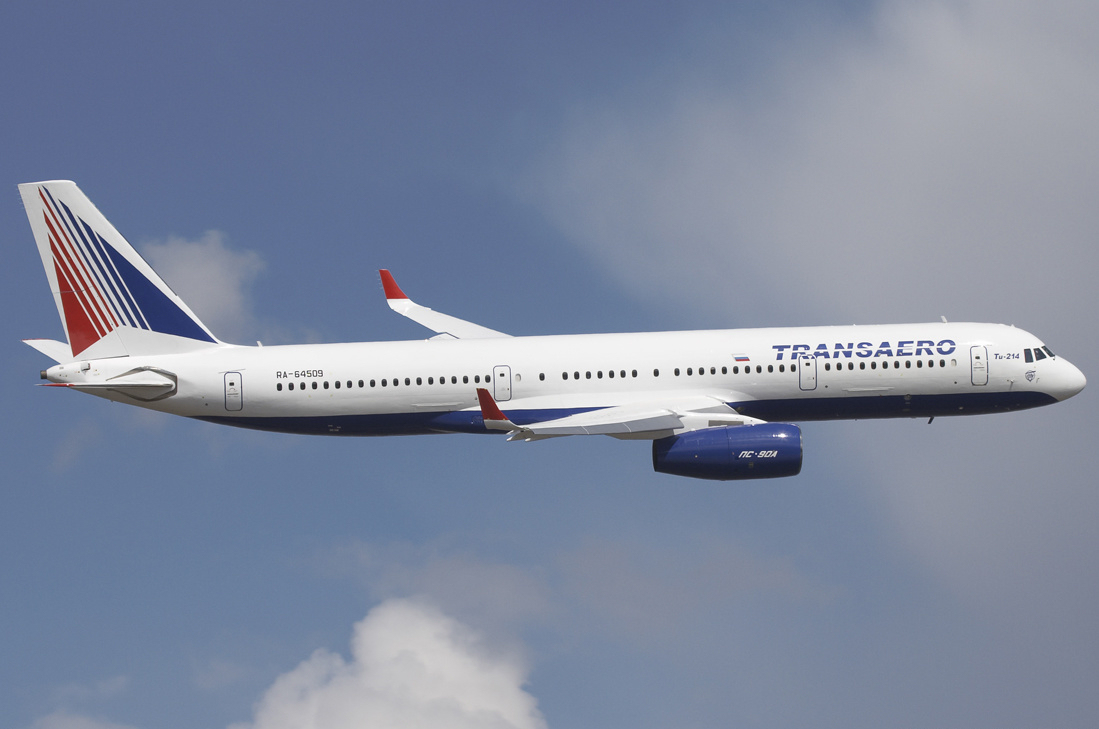
Tu-214 de "Transaero"

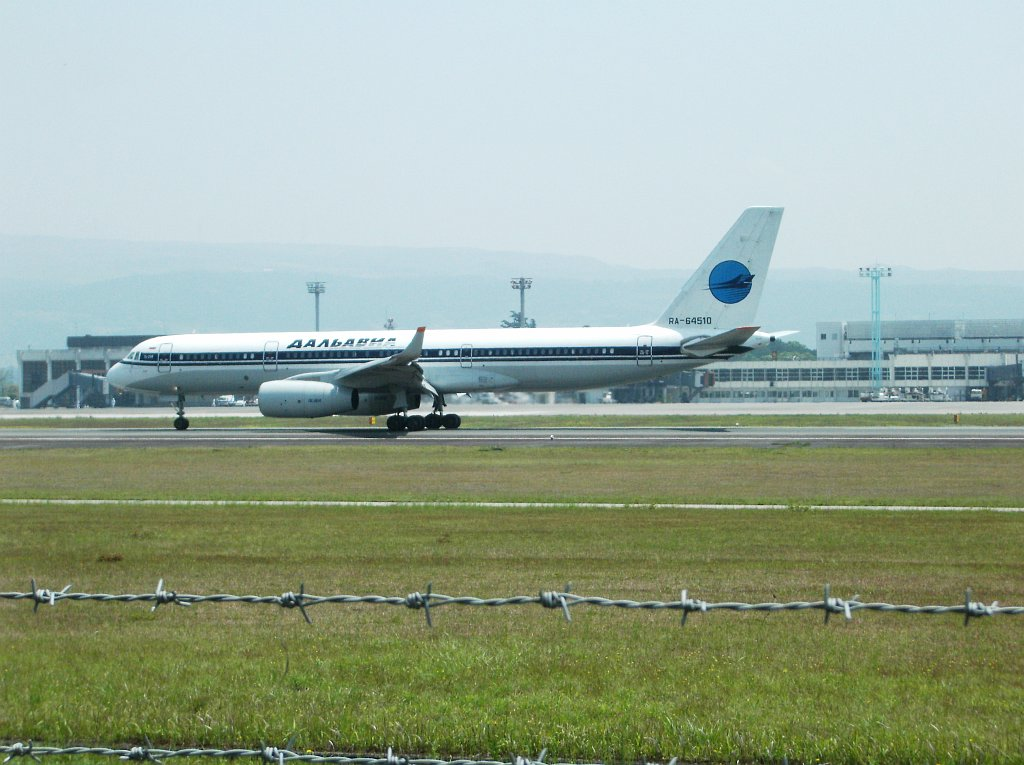
Tu-214 de Dalavia

Un seul client occidental, la société de logistique TNT, l'avait acheté mais elle les a revendus entre-temps. 
Vers la mi-octobre 2006, un projet de modernisation de cette famille d'avions a été entrepris pour faire concurrence aux avions occidentaux comparables. L'intention est de réduire la masse, la distance franchissable et être remotorisé (éventuellement avec des IAE V2500 et des CFM56, pour être proposé sur le marché en 2007/2008.
En septembre 2023, il est l'unique avion de ligne construit neuf en série en Russie.

## Technologie
Le Tupolev Tu-204 fait partie avec l'Iliouchine Il-96 des premiers avions russes de nouvelle génération. Ils font même parfois appel à des technologies que l'on ne rencontre pas sur tous les avions occidentaux comme les commandes de vol électriques, une planche de bord tout écran équipée de six écrans, un affichage tête haute (Head-Up-Display), un système d'atterrissage entièrement automatisé, une voilure supercritique équipée d'ailerettes, une avionique occidentale et même une variante équipée de moteurs modernes Rolls-Royce RB211-535. [réf. souhaitée]

## Versions

### Tu-204-100/200
La première version était équipée de moteurs à soufflante Soloviev (aujourd'hui Aviadvigatel) PS90. Son avionique aussi était de fabrication russe. Le Tu-204-200 est une version de masse plus importante équipée de réservoirs supplémentaires, offrant une plus grande distance franchissable. Un seul exemplaire fut réalisé mais non livré. Cette version s'appelle maintenant Tupolev Tu-214.

Des versions pour transport de fret sont aussi proposées, le Tu-204-100C et le Tu-204-200C. Des moteurs PS-90A2 remis au standard affichant un temps moyen entre pannes (MTBO, Mean Time Between Overhaul) amélioré de 40 % sont aussi disponibles.

### Tu-204-120/220
Pour améliorer la compétitivité du Tu-204, Tupolev a proposé une version équipée de moteurs et d'une avionique occidentaux. Air Cairo fut le client de lancement en novembre 1998 à commander des Tu-204-120 plus une version cargo Tu-204-120C. Les versions Tu-204-220 et Tu-204-220C se distinguent par une distance franchissable plus importante.

### Tu-204-300

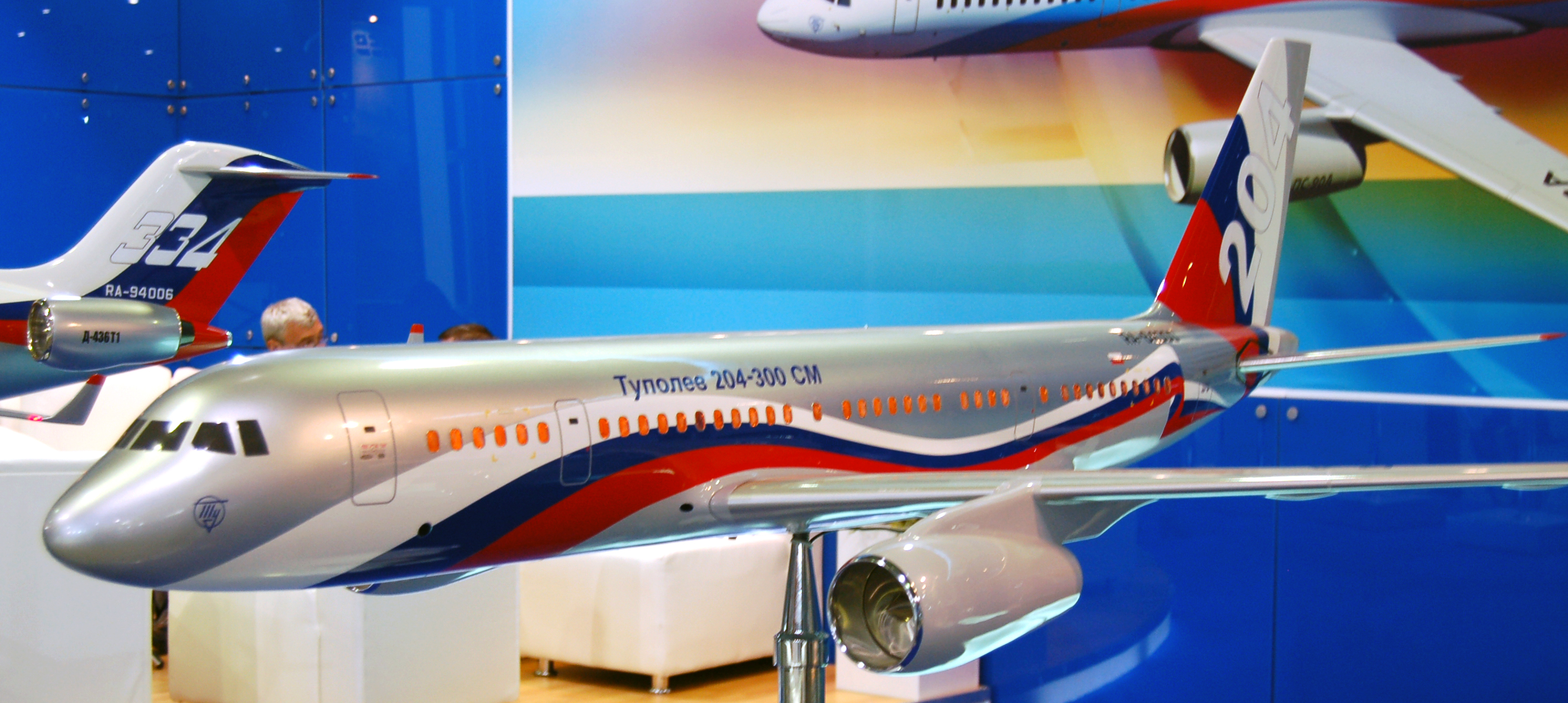
Maquette du Tu-204-300SM présentée au salon aéronautique MAKS-2009.

Le Tu-204-300 est une variante du Tu-204 raccourcie de 6 m. Elle existe en deux versions : la version long-courrier est propulsée par des moteurs Aviadvigatel PS90-A2 et offre une distance franchissable de 9 300 km tandis que la version plus légère peut franchir 3 500 km. Le client de lancement est la compagnie russe Vladivostok Air.

### Tu-204-500
Cette variante du Tu-204-300 est optimisée pour les liaisons court-courrier. Son envergure se trouve réduite mais sa vitesse est plus élevée. Son concurrent direct est le Boeing 737NG et elle est certifiée ETOPS.

### Tu-206 et Tu-216
Ces variantes étaient des prototypes de mise au point. Le Tu-206 était propulsé par du gaz naturel et le Tu-216 par de l'hydrogène.

### Tupolev Tu-214

Le prototype Tu-214 à Moscou-Joukovski en 1997

Le Tu-214 est une évolution polyvalente du Tu-204 de masse plus élevée. Sa cabine est très facilement reconfigurable (passagers ou fret, pur ou mixte). Le Tu-214 est optimisé pour les liaisons moyen-courrier. Elle est conforme aux standards de certification occidentaux.

Il existe aussi une version long-courrier (8 150 km) équipée de réservoirs supplémentaires, une version VIP (9 075 km avec réservoirs supplémentaires) et une version Tu-214C3 (« quick-change ») reconfigurable rapidement en version fret pur ou pour passagers en deux classes. Une version Tu-214R spécialisée dans les missions de renseignement d'origine électromagnétique vole depuis 2012.

### Tupolev Tu-204SM
Le Tu-204SM est une version modernisée du Tu-204-100. Elle est dotée d'une structure un peu plus légère, d'une avionique moderne et d'un cockpit prévu pour deux pilotes, ainsi que d'un nouveau groupe auxiliaire de puissance (APU) et de nouveaux moteurs Perm PS-90A2 conçus par Aviadvigatel en collaboration avec Pratt & Whitney. Le prototype, construit par Aviastar-SP, a effectué son premier vol le 29 décembre 2010 ; la production d'un second prototype est prévue pour 2011 et la certification de type est prévue en 2012. À l'heure actuelle (janvier 2011), seule la compagnie charter russe Red Wings est en discussion pour l'achat de 44 appareils.

## Fiche technique
| Paramètres              | Tu-204-100                 | Tu-204-120               | Tu-214                     | Tu-204-300                 |
| ----------------------- | -------------------------- | ------------------------ | -------------------------- | -------------------------- |
| Premier vol             | 2 janvier 1989             | Octobre 1998             | 21 mars 1996               | 18 août 2003               |
| Fabrication en série    | à partir de 1995           | à partir de 1998         | à partir de 2001           | à partir de 2005           |
| Envergure               | 42 m                       | 42 m                     | 42 m                       | 42 m                       |
| Longueur                | 46 m                       | 46 m                     | 46 m                       | 40 m                       |
| Hauteur                 | 13,88 m                    | 13,88 m                  | 13,88 m                    | 13,88 m                    |
| Surface alaire          | 184,20 m2                  | 184,20 m2                | 184,20 m2                  | 184,20 m2                  |
| Masse à vide            | 59 000 kg                  | 59 000 kg                | 59 000 kg                  | 54 000 kg                  |
| Masse au décollage maxi | 103 000 kg                 | 103 000 kg               | 110 750 kg                 | 107 500 kg                 |
| Nombre de places maxi   | 210                        | 210                      | 210                        | 157                        |
| Pilotes                 | 2                          | 2                        | 2                          | 2                          |
| Vitesse de croisière    | 810 km/h                   | 810 km/h                 | 810 km/h                   | 810 km/h                   |
| Vitesse maxi            | 850 km/h                   | 850 km/h                 | 850 km/h                   | 850 km/h                   |
| Plafond opérationnel    | 12 600 m                   | 12 600 m                 | 12 600 m                   | 12 600 m                   |
| Distance franchissable  | 4 300 km                   | 4 100 km                 | 6 670 km                   | 7 500 km                   |
| Motorisation            | 2 mot. Aviadvigatel PS-90A | 2 mot. Rolls-Royce RB211 | 2 mot. Aviadvigatel PS-90A | 2 mot. Aviadvigatel PS-90A |

## Accidents et incidents aériens impliquant des TU-204
- 29 décembre 2012 à 12h30 GMT, un avion Tupolev Tu-204 de la compagnie Red Wings Airlines, construit en 2008 et n'ayant que 8 500 heures de vol, fait un atterrissage d'urgence à l'aéroport de Moscou-Vnoukovo et se brise en plusieurs morceaux après être sorti de piste dans le prolongement de celle-ci, probablement à la suite d'une panne de freins. Sur les huit personnes à bord - il n'y avait que huit membres d'équipage à bord, aucun passager - cinq ont perdu la vie.